# حزب مجتمع النهضة الإندونيسي
حزب مجتمع النهضة الإندونيسي (بالإندونيسية: Partai Persatuan Nahdlatul Ummah Indonesia) هو حزب سياسي محافظ صغير ينشط في إندونيسيا.
تأسست في الأصل في 16 أغسطس 1998 باسم حزب نهضة الأمة، وشارك في الانتخابات التشريعية لعام 1999، وحصلت على 5 مقاعد في مجلس تمثيل الشعب. نص القانون رقم 31/2002 بشأن الأحزاب السياسية على أن الأحزاب التي فشلت في الفوز بنسبة 3 في المائة على الأقل من الأصوات لا تكون مؤهلة للمشاركة في الانتخابات المقبلة. لذلك غير الحزب اسمه، وفي 5 مارس 2003 تم تأسيس حزب مجتمع النهضة الإندونيسي رسميًا.
في الانتخابات التشريعية لعام 2004 فاز الحزب بنسبة 0.8٪ من الأصوات الشعبية وخسر جميع المقاعد الخمسة. بعد الفشل في التأهل في البداية وبعد دعوى قضائية فاز الحزب بالحق في خوض انتخابات عام 2009 والتي فاز فيها بنسبة 0.14 في المائة فقط من الأصوات، أي أقل من العتبة الانتخابية بنسبة 2.5٪ على الأقل، ومرة أخرى بدون أي مقاعد في مجلس النواب الشعبي.